# Ho (Ghana)
Ho è una città del Ghana, capoluogo della Regione del Volta.
Vi si parla la lingua ewe.

## Collegamenti esterni

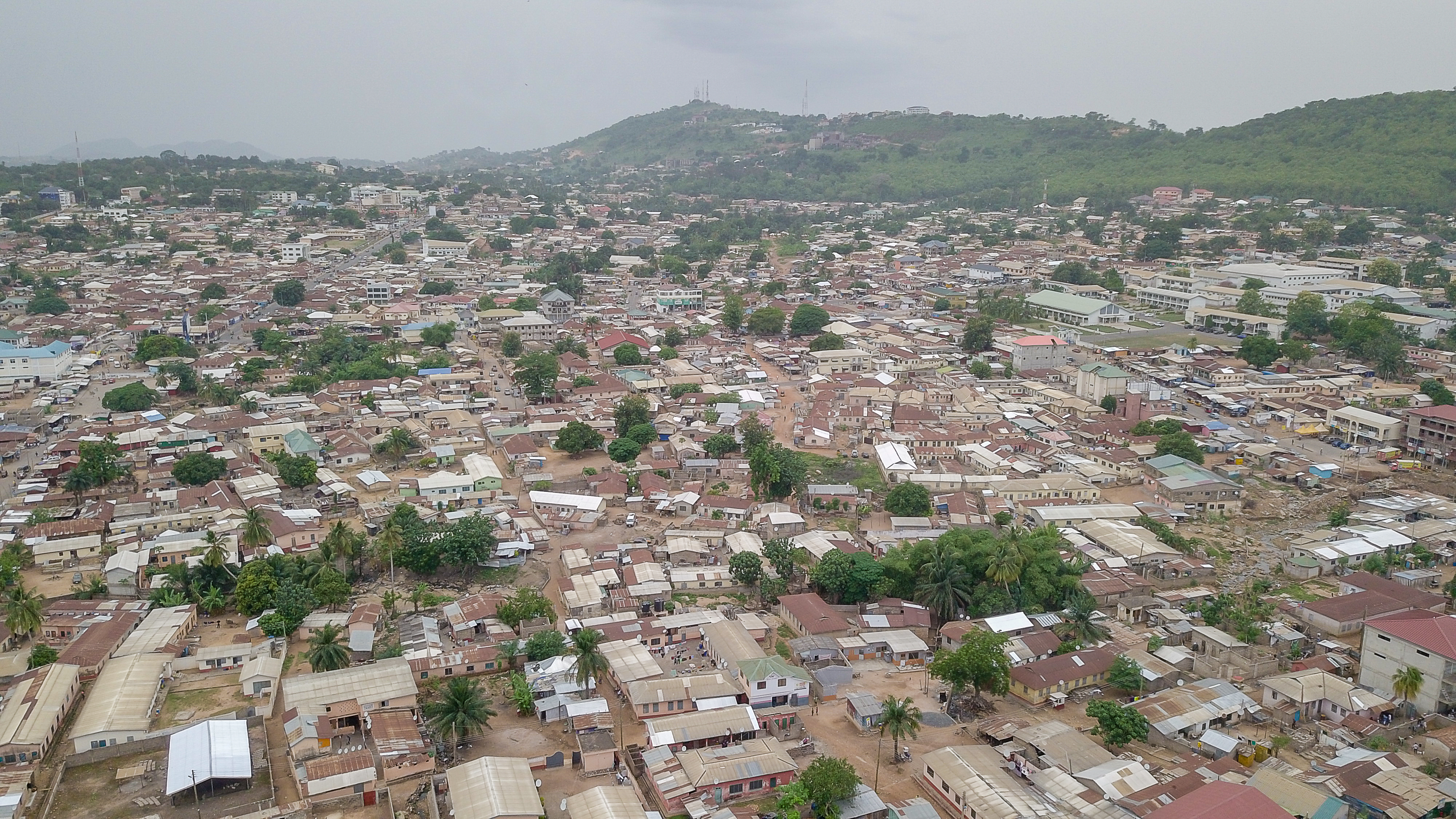
Ho, Ghana